# Ondatrini
Ondatrini – plemię ssaków z podrodziny karczowników (Arvicolinae) w obrębie rodziny chomikowatych (Cricetidae).

## Zasięg występowania
Plemię obejmuje gatunki występujące w Ameryce Północnej.

## Podział systematyczny
Do plemienia należą następujące rodzaje:
- Neofiber True, 1884 – piżmaczek – jedynym żyjącym przedstawicielem jest Neofiber alleni True, 1884 – piżmaczek florydzki
- Ondatra Link, 1795 – piżmak – jedynym żyjącym przedstawicielem jest Ondatra zibethicus (Linnaeus, 1766) – piżmak amerykański

Opisano również rodzaj wymarły:
- Proneofiber Hibbard & Dalquest, 1973 – jedynym przedstawicielem był Proneofiber guildayi Hibbard & Dalquest, 1973